# Koller Ignác

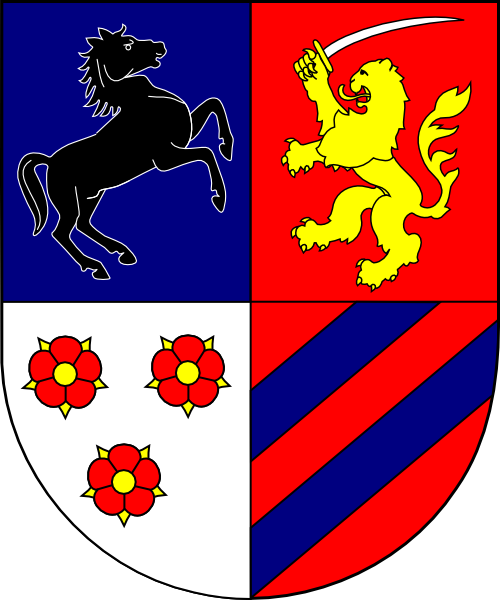
Koller Ignác püspök címere, amely azonos a nagymányai Koller család címerével.

Nagymányai és aranyosmaróti Koller Ignác (Bécs, 1725. október 3. – Bécs, 1773. április 4.) veszprémi püspök, veszprémi örökös főispán.

## Családja és származása

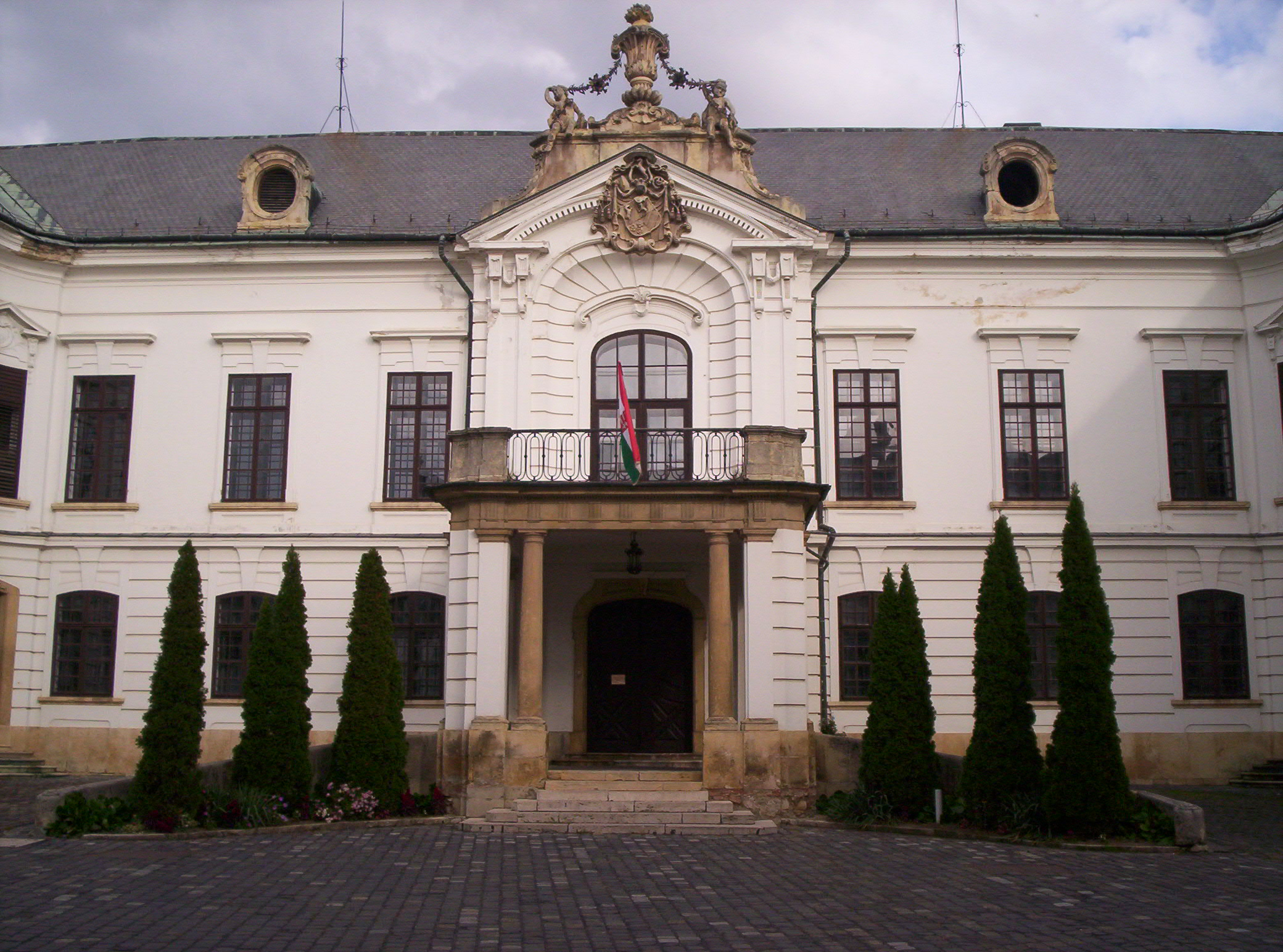
Veszprém püspöki (manapság érseki) palota. A Homlokzatán látható Koller Ignác címere

A tiroli eredetű nemesi nagymányai Koller család szülötte. Édesapja nagymányai Koller József királyi udvari tanácsos, édesanyja Paluska Julianna. Bátyja báró nagymányai Koller Ferenc főispán, valóságos belső titkos tanácsos volt. Apja Koller József 1737 március 1.-én kapott adományként a "nagymányai" nemesi előnevet III. Károly magyar királytól.

## Élete
Koller Ignác Bécsben, majd Nagyszombatban tanult, és 1743. november 7.-én a római Collegium Germanicum Hungaricum növendéke lett. Teológiai doktorátusát 1747. április 4-én tette le és szubdiákonusként tért haza. Padányi Biró Márton 1748. október 13-án pappá szentelte. Egy évvel később, 1749. május 12-én esztergomi kanonok, 1754 márciusában nógrádi főesperes, majd 1755-ben rátóti prépost. 1758. július 23-án szentistváni prépostja és a királyi tábla prelátusa lett.
1760. december 15-én targensi püspökké szentelték. 1762. szeptember 15-én veszprémi megyés püspök és Veszprém vármegye főispánja lett. Koller Ignác volt az utolsó püspök-főispán, utódai majd csak az "örökös főispán" címet viselték. 1768-ban királyi engedéllyel egyház látogatásait a protestáns lelkészekre és templomokra is kiterjesztette. 
1765-ben Koller kezdte építtetni a Veszprémben található Gizella királyné romos palotája helyére a mai püspöki palotát Fellner Jakab tervei alapján. A veszprémi vár és az építkezés vízellátását Tummler György molnár ezermester vízemelőjével biztosították; az építkezést később, Koller hagyatékából fejezték be. Az építkezés közben helyreállították a Gizella-kápolnát. Alapítványából kezdték meg a papnevelde építését. A veszprémi püspöki palota északi és középső részét nem sokkal halála előtt, 1772-ben vette birtokba Koller püspök, az Acsády-féle püspöki lakot magába foglaló déli szárny csak később készült el. A teljesen kész épületet 1776 januárjában szentelték fel.
Kormányzása idején szervezték 1763-ban a balatonkiliti, 1767-ben a veszprémhidegkúti, szuloki és taranyi, 1769-ben a gógánfai és hetesi, 1772-ben a zákányi és lepsényi, 1773-ban a nemesvámosi plébániát, s építettek 21 templomot. Koller alapította a Davidikum árvaházat (1770–1948) és egy magtárat az egyházközség segélyezésére. Halála után, 56 431 forintot hagyott a székesegyházra, a 2225 kötetes Koller-könyvtár ma is a püspöki könyvtárban található.